# یالوا

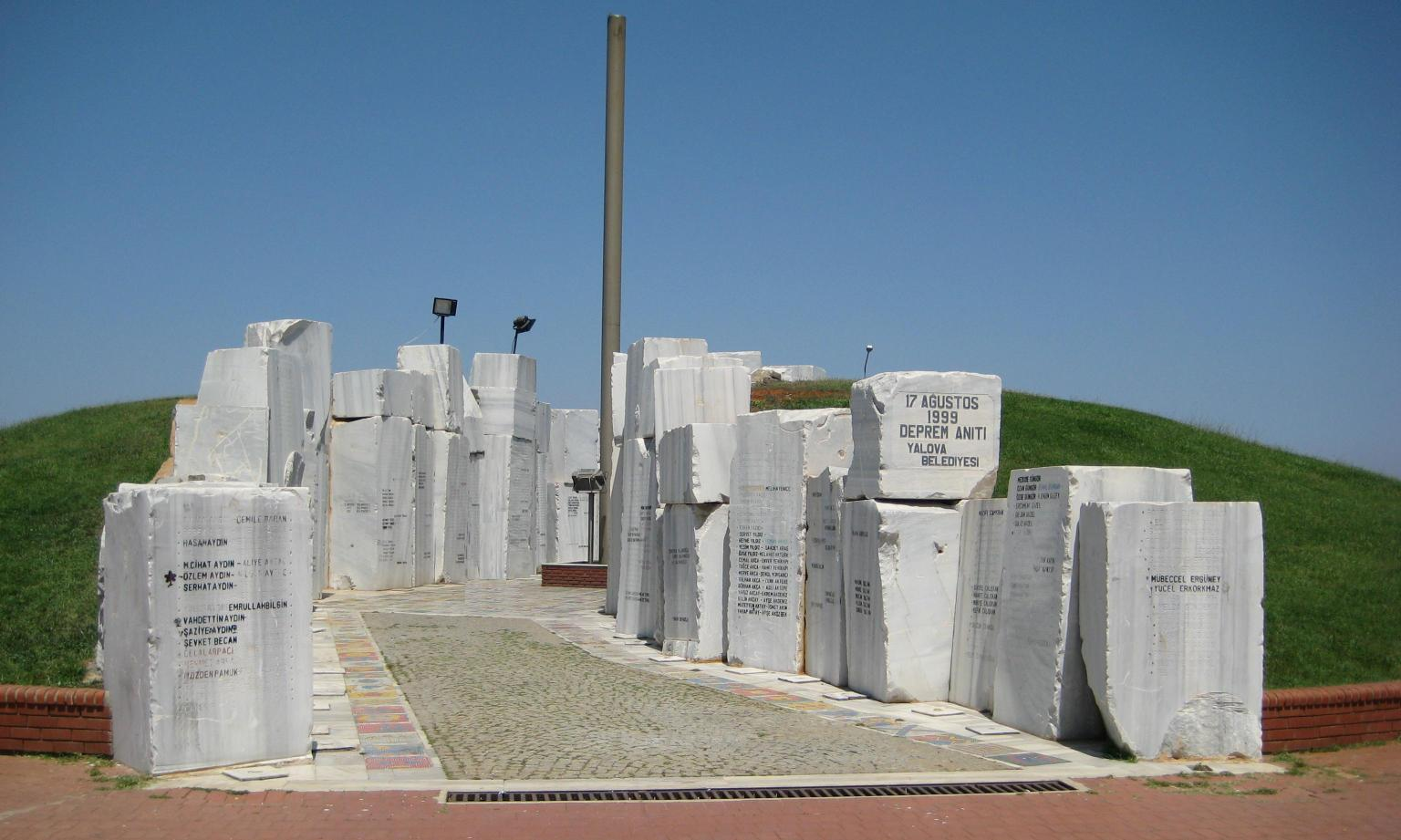
بنای یادبود زلزله ۱۷ آگوست ۱۹۹۹ در یالووا

یالُوا (به ترکی استانبولی: Yalova) شهری در ترکیه و مرکز استان یالوا است. جمعیت این شهر در سال ۲۰۲۲ تعداد ۱۰۹'۱۳۳ نفر برآورد شده است. این شهر از حیث جمعیت و وسعت در ترکیه جایگاه میانی دارد. یالوا بیشتر از لحاظ نزدیکی به استانبول، بزرگترین شهر ترکیه، به نوعی اهمیت استراتژیک دارد. مساحت آن به اندازه نصف شهر مشهد ایران بنابر مقایسه است.